# Selenomorphus nigrovenatus
Selenomorphus nigrovenatus är en insektsart som beskrevs av Evans 1974. Selenomorphus nigrovenatus ingår i släktet Selenomorphus och familjen dvärgstritar. Inga underarter finns listade i Catalogue of Life.